# Équipe du Maroc de hockey sur glace
L'Équipe du Maroc de hockey sur glace  est la sélection nationale regroupant les  meilleurs joueurs marocains de hockey sur glace lors des  compétitions internationales. Elle est sous la tutelle de la Fédération royale marocaine de hockey sur glace. L'équipe n'est pas classée au sein du classement IIHF en 2018.

## Historique
L'équipe a fait son apparition en 2008, pour la première Coupe arabe de hockey sur glace. En janvier 2008, la fédération de Hockey sur glace des Émirats arabes unis prend contact avec les dirigeants du hockey marocain. Elle les informe de la tenue du 1er championnat arabe des nations de hockey sur glace à Abou Dabi, entre le 2 et le 8 juin 2008. Ce championnat est ouvert aux équipes nationales comprenant des joueurs de 17 à 30 ans. Le Maroc est invité à inscrire son équipe nationale dans la compétition.
Le délai imparti pour réagir est très court. Le Maroc relève le défi. Le manager marocain Khalid Mrini ne ménage pas son énergie et parvient à identifier plus de 200 jeunes joueurs marocains, âgés de 11 à 30 ans, qui sont engagés dans les compétitions de ligues mineures ou universitaires au Canada. Parmi ces 200 joueurs, 11 sont sélectionnés pour participer à trois camps d'entraînement pour préparer la compétition. D'autres joueurs marocains sont contactés par le biais de l'internet. Deux évoluent dans les ligues professionnelles anglaises, un se trouve en Suède et enfin trois joueurs disputent des compétitions en ligue française. 
Le dernier camp d'entraînement se déroule à Rabat, du 20 mai au 2 juin 2008, date du départ pour Abou Dabi.
La liste ci-dessous reprend la formation de l'équipe du Maroc qui a participé à la 1re Coupe arabe de hockey sur glace en 2008 qui remporta la médaille de bronze avec le sélectionneur marocain Mimoun Mrini.
| No | Nom                  | Position  | Club |
| -- | -------------------- | --------- | ---- |
|    | Saad Tawfiq          |           |      |
|    | Habib Rachidi Alaoui |           |      |
|    | Alex Ennaffati       |           |      |
|    | Naceri Mehdi         |           |      |
|    | Hasan Ramchi         |           |      |
|    | Denis Blancan        |           |      |
|    | Daniel Dion          |           |      |
|    | Omar Ennaffati       | Défenseur |      |
|    | Adil El Maifi        |           |      |
|    | Aalaeddine Braiak    |           |      |
|    | Mehdi Ghazi          |           |      |
|    | Mohamed Majdi        |           |      |
|    | Saad Badredinne      |           |      |
|    | Samir Bouchaoui      |           |      |
|    | Anass Majdi          |           |      |
|    | Yassin Ahrazem       |           |      |

## Résultats

### Coupe arabe de hockey sur glace
- 2008 -

### Coupe d'Afrique
- 2016 -

### Development Cup
- 2017 -